# Sumatra Oriental
El Estado de Sumatra Oriental (en indonesio Negara Sumatera Timur) fue establecido por los Países Bajos después de la reocupación de Sumatra Septentrional en julio de 1947, durante la primera de las "acciones policiales" neerlandesas contra la incipiente República de Indonesia. En 1949, como parte de un acuerdo de paz que concluyó con la Revolución Nacional, se unió a los Estados Unidos de Indonesia, del cual la República también era un estado componente. En agosto de 1950, fue absorbido por la República como parte de la provincia de Sumatra del Norte. El área cubierta por el antiguo estado incluía las regencias actuales de Langkat, Deli Serdang, Serdang Bedagai, Karo, Simalungan, Batubara y Asahan, junto con las ciudades geográficamente dentro de esas regencias.

## Historia
Los neerlandeses centraron su campaña para restablecer el dominio colonial en Sumatra en el noreste de Sumatra por razones económicas y políticas. Antes de la invasión japonesa de las Indias Orientales Neerlandesas en 1942, la región había albergado plantaciones y campos petroleros altamente productivos. Los neerlandeses de antes de la guerra habían trabajado en estrecha colaboración con los sultanes malayos locales para administrar la región y poner sus recursos naturales a disposición de la capital occidental. En la década de 1930, la mayor parte de la mano de obra de las plantaciones y la clase media urbana de Medan eran inmigrantes de otras partes de Sumatra y Java, mientras que las minorías étnicas como los malayos y simalunguns autóctonos y los chinos inmigrantes disfrutaban de posiciones privilegiadas dentro del sistema colonial.

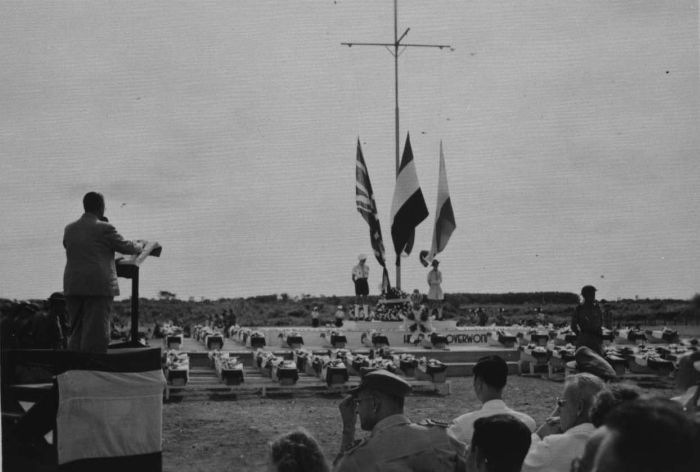
Tengku Mansur, presidente de Sumatra Oriental, pronuncia un discurso durante un funeral militar. (23 de noviembre de 1949)

A raíz de la rendición japonesa y la proclamación de la independencia de Indonesia por Sukarno y Muhammad Hatta en agosto de 1945, la recién establecida República de Indonesia comenzó a establecer oficinas en Sumatra Oriental. Sin embargo, los funcionarios republicanos solo tenían un control tenue sobre grupos de jóvenes radicalizados a favor de la independencia (pemuda) que habían recibido entrenamiento y armas de los japoneses durante la guerra. Frustrada por la moderación de los políticos republicanos, la pemuda inició una "revolución social" en marzo de 1946, matando a gran parte de la aristocracia malaya y simalungun, arrasando con los gobiernos del antiguo sultanato y asaltando las tiendas y almacenes de empresarios adinerados (a menudo chinos). Un año después, los invasores neerlandeses sintieron que podían contar con el apoyo de estos grupos para establecer un nuevo gobierno en Sumatra Oriental que pudiera competir por la legitimidad con la República.
Doce de los trece miembros originales del comité que se formó para exigir la autonomía de Sumatra Oriental después de la invasión neerlandesa eran malayos o simalunguns. El primer y único jefe de Estado de Sumatra Oriental fue el Tengku Mansur, tío del ex sultán de Asahan y líder de la organización malaya de preguerra Persatuan Sumatera Timur (Asociación de Sumatra Oriental). El nuevo gobierno no intentó reinstalar a los sultanatos tradicionales de la región, pero tampoco intentó celebrar elecciones democráticas o incorporar "moderados" de otras etnias en su administración, a pesar de la constante presión neerlandesa para hacerlo.
Después de la Conferencia de mesa redonda indonesio-neerlandesa a fines de 1949, los neerlandeses retiraron el apoyo militar del estado de Sumatra Oriental y su autoridad local comenzó a colapsar. Tengku Mansur inició negociaciones con Muhammad Hatta para reunificar Sumatra Oriental con la República de Indonesia en mayo de 1950. Sumatra Oriental se fusionó con Tapanuli para convertirse en la provincia de Sumatra Septentrional el 15 de agosto de 1950.